# RULE of ROSE

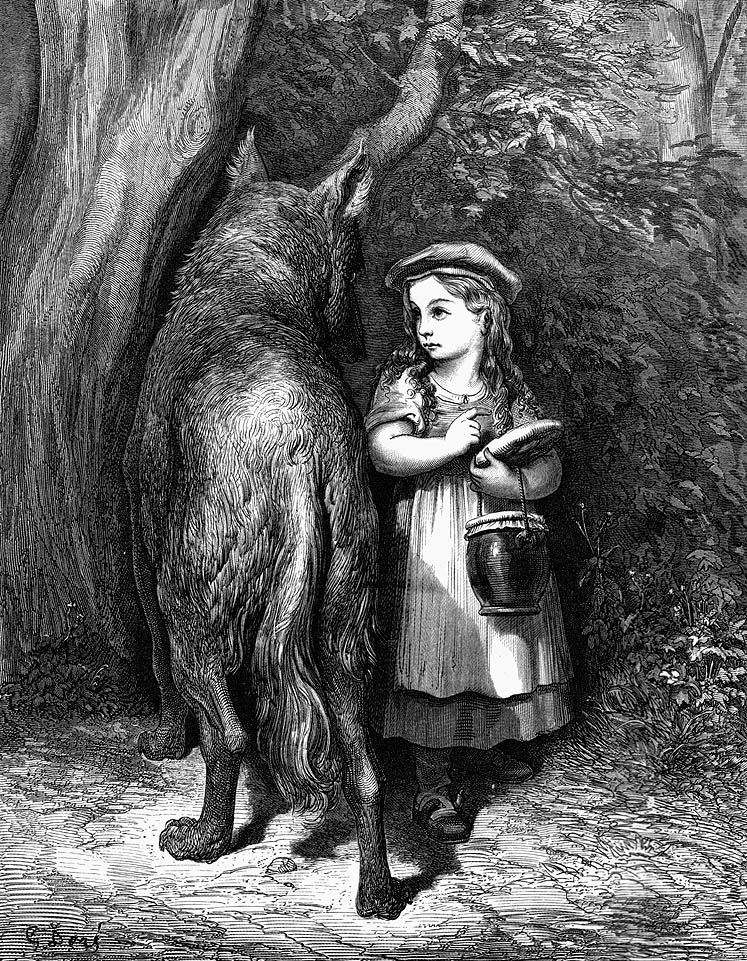
『赤ずきん』といった童話の残酷性などが、本作品の内容に影響を与えている。

『RULE of ROSE』（ルール オブ ローズ）は、2006年に発売されたPlayStation 2用ソフト。ジャンルは「サイコミステリー・アドベンチャー」。
主人公が犬とともに行動したり、ゲーム自体にサイコホラー要素があることから、この作品は『サイレントヒル』や『DEMENTO』といったサバイバルホラーゲームと比べられてきた。

## あらすじ
1930年、イギリス。ある夜、ジェニファーはバスの中で謎の少年から絵本を手渡され、森の中へと誘われる。ジェニファーが少年の後を追いかけていった先は、ローズガーデン孤児院。そこでは「赤いクレヨンの貴族」と呼ばれる階級制度を作った少女達が支配していた。その少女達の輪へ入ったジェニファーは、そこで様々な災難に遭いながら、謎を解いていく。

## 登場人物

### 主人公キャラクター
ジェニファー（声：Jo Wyatt)
本作の主人公。19歳。「非力で不幸な少女」。気弱な性格。両親は飛行船の墜落事故により死亡している。バスの中で「白い服の少年」と出会ったことを機に、不思議な世界に迷い込む。貴族の位は最下層の「さびしいびりっけつ」。戦闘にはかなり不向きな人物だが、時には自身の身を守るため、理不尽ながらも敵との戦いを強いられる。「お菓子の家の章」では、彼女の過去について触れられる。また、終盤では自身が貢物に選ばれた。ブラウンが貢物にされた際は怒りと悲しみが頂点に達し、ウェンディに馬乗りになって平手打ちをする。それがきっかけで立場が逆転し、新たな「薔薇の姫様」として、態度を一変させたダイアナ達から迎え入れられるが、直後にノライヌの襲撃を受ける事となる。
ブラウン
本作の副主人公的存在。「汚らわしい犬」。ジェニファーに忠実な犬。飛行船内で縛られていた所をジェニファーに助けられ、それからはジェニファーにとって数少ない味方にして友達となる。嗅覚が鋭く、探し物をしてくれるため謎解きにおける鍵となるが、その一方で敵との戦闘における戦力としては心許なく、威嚇して敵を怯ませたり、噛みついて動きを止める程度の事しか出来ない。何故か出会って間もないはずのジェニファーに忠実で、常に彼女と行動を共にするが、「お菓子の家の章」では一時的に行方不明となる。終盤に「薔薇の姫様」によってジェニファーの代わりに貢物とされ、殺される。しかし、その後のノライヌ襲撃の際に何故か復活し、ジェニファーを追い詰めたノライヌの前に立ちはだかる。最後は小犬の頃の姿で、「ずっと守ってあげる」というジェニファーの「愛」により、鎖で繋がれて納屋に閉じ込められる。

### その他のキャラクター
ダイアナ（声：Joanna Hall)
「勝気なお姫様」。高慢な少女。大人に対し嫌悪感を抱いている。「赤いクレヨンの貴族」のリーダー的存在。孤児院の子供らの中ではクララに次いで年長。貴族の位は「こうしゃくふじん」。右腿に包帯を巻いている。「にんぎょ姫の章」にてメグとエレノアのせいでホフマンに叱られた際は今までの勝気な態度とは一変し、泣いていた。「にんぎょ姫の章」、「こやぎの姉妹の章」、「しあわせの小鳥の章」ではメグやエレノアとの関係が垣間見られる。立場が逆転したジェニファーを新たな「薔薇の姫様」として迎え入れ、これまでの残酷な行為について謝罪するが、直後にノライヌの襲撃を受け、最期は他の子供らと共にノライヌによって殺害された。
メグ（声：Barbara Barnes)
「賢そうなお姫様」。ダイアナに付き従う眼鏡をかけた利発な少女。「赤いクレヨンの貴族」のNo.2。貴族の位は「だんしゃくふじん」。掟が書かれたノートを常持している。「こやぎの姉妹の章」ではダイアナにラブレターを書いたが、その事を陰でダイアナとエレノアに馬鹿にされ、ラブレターもダイアナに破かれた（ダイアナはジェニファーが破った事にして罪をなすりつけた）。「こやぎの姉妹の章」、「にんぎょ姫の章」、「しあわせの小鳥の章」でダイアナやエレノアとの関係が垣間見られる。立場が逆転したジェニファーを新たな「薔薇の姫様」として迎え入れ、命令してほしいと伝えるが、直後にノライヌの襲撃を受け、最期は他の子供らと共にノライヌによって殺害された。
エレノア（声：Joanna Hall)
「冷ややかなお姫様」。無口な少女。冷めた性格で、髪型はおかっぱ。「赤いクレヨンの貴族」のNo.3。貴族の位は「はくしゃくふじん」。いつも空の鳥かごを持ち歩いている。「しあわせの小鳥の章」では飼っていた赤い小鳥を悪戯によりダイアナとメグに殺された（死んだ小鳥はエレノア本人の手で貢ぎ箱に入れられた）。「しあわせの小鳥の章」、「にんぎょ姫の章」、「こやぎの姉妹の章」ではメグやダイアナとの関係を垣間見ることができる。立場が逆転したジェニファーを新たな「薔薇の姫様」として迎え入れ、自分達を導いてほしいと伝えるが、直後にノライヌの襲撃を受け、最期は他の子供らと共にノライヌによって殺害された。
ウェンディ（声：Theresa Gallagher)
「寂しがり屋なお姫様」。優しく健気で、病弱な少女。登場する子供達の中では唯一ジェニファーと友好的に接する。兎の「ピーター」の世話をしているが、ピーターは物語の序盤「紳士のピーターの章」で貢物に選ばれて殺されてしまう。「お菓子の家の章」では物語の根幹に関わる重要な役割を果たす。その正体は「赤いクレヨンの貴族」の黒幕である、「薔薇の姫様」。かつてジェニファーとの間で「薔薇の誓い」を結んだが、ジェニファーが誓いを破りブラウンを可愛がり始めた事に嫉妬し、孤児院の子供達を利用して彼女に制裁を与えていた。「ノライヌでんせつ」を吹聴した張本人でもあり、精神に異常を来していたグレゴリーをノライヌとして「調教」することで、噂に信憑性を持たせようとした。物語の終盤、ジェニファーを手中に納めるべくブラウンを貢物として殺させるが逆効果となり、ジェニファーの反逆によりその地位から転落し、立場が逆転する。後にジョシュアに変装してノライヌを操り、復讐のため孤児院の子供らを、ジェニファーを除いて皆殺しにさせた。最後はジョシュアの変装をやめてジェニファーに本心を吐露した後、自らの行為を悔いて涙を流し、「これでおじさんを止めて」と、グレゴリーの拳銃をジェニファーに託す。更に「ごめんね」と謝罪するが、その瞬間に背後からノライヌに襲われて殺害された。ここで登場する拳銃は「お菓子の家の章」でジェニファーの脱走を手助けする際にウェンディがグレゴリーの家で盗んだものである。
アマンダ（声：Clare Corbett)
「小さな心のお姫様」。太っている卑屈な少女。自分はジェニファーより優位だと思い込んでおり、度々ジェニファーに絡んでくる。今の立場を守るため、執拗に貢物ルールに精を出すが、中盤にジェニファーと立場が逆転してしまい、制裁を受ける。貴族の位は「ひんみん」。糸の無い針で雑巾にミシンをかけるのが日課。「ぞうきん姫の章」では彼女の日記を読むことができる。陰で、ジェニファーそっくりの服を着せたぞうきんの人形を殴って憎悪の感情をぶつけていた。立場が逆転したジェニファーを新たな「薔薇の姫様」として迎え入れ、命令してと懇願するが、直後にノライヌの襲撃を受け、最期は他の子供らと共にノライヌによって殺害された。
謎の大男（声：Chris Fairbank)
「見知らぬ黒いコートのおじさん」。本作のナレーターであり、作中に登場する数々の絵本の作者。本名は「グレゴリー・M・ ウィルソン」。度々ジェニファーの前に現れ、ジョシュアの為に書いた自作の絵本を残して去っていく。「お菓子の家の章」では彼の家が舞台となり、拳銃での自殺を試みる彼の姿が確認できる他、彼の日記を入手できる。また、この章では家から脱出した後に庭で彼に発見されると、地下の寝室に連れ戻され、「おやすみ」という台詞と共に閉じ込められる。子供達からはお菓子をくれるおじさんと噂されていた。その正体はジョシュアの父親であり、両親を失ったジェニファーを誘拐した犯人。更に、「ノライヌでんせつ」に登場する「殺人鬼ノライヌ」。かつては病弱な息子の為に自作の絵本を読み聞かせるような優しい父親であったが、息子を失った事を機に精神に異常を来し始めた。前後して飛行船事故で唯一生き残ったジェニファーを発見して誘拐し、彼女をジョシュアと呼び、病弱で外に出られなかったジョシュアと同じように扱っていた。その為、ジェニファーは半ば監禁されていた。後にジェニファーはウェンディの助力でグレゴリーの家から脱走するが、その出来事も彼の精神異常を深刻化させる原因の一つとなった。尚、この際自殺用の拳銃をウェンディに盗まれている。最後は完全に正気を失い、ジョシュアの変装をしたウェンディに操られ、怪物「ノライヌ」として孤児院の子供らを皆殺しにし、更にウェンディに命ぜられるままにジェニファーに襲い掛かる。ブラウンの援護もあり一度は倒されるも息を吹き返し、変装用のかつらを取り払い、ジェニファーに拳銃を託したウェンディを背後から襲って殺害した。ウェンディを殺害後、再びジェニファー・ブラウンと対峙するが、戦闘の最中に正気に戻り、かつてウェンディに盗まれた拳銃をジェニファーから手渡され、「すまない、ジョシュア」とジェニファーに謝罪してから、拳銃の銃口をこめかみにあて、穏やかな表情で引き金を引き自殺した。本作の最終ボス。
白い服の少年/ジョシュア（声：Theresa Gallagher)
本作のキーパーソンの一人。「残酷な王子様」。不思議な少年。本名は「ジョシュア・ウィルソン」。バスの中で、ジェニファーに「リトルプリンセスの絵本」を手渡し不思議な世界に誘い込んだ張本人。「赤いクレヨンの貴族」における最高権力者でもあり、ジェニファーに毎月貢物を持ってくることを強要した。他人を見下したように笑うのが癖であり、サディスティックな性格。ウェンディと同じく病弱。ジェニファーの前に度々現れては、勝手且つどこか意味深な言動でジェニファーを翻弄する。「お菓子の家の章」では彼の部屋と思われる子供部屋が登場する他、父親との幸せそうな2ショット写真も確認できる。実は、作中に登場する彼はウェンディが変装した姿（OPムービーではジェニファー）であり、ジョシュア本人は何らかの理由により父親を残して死亡したことが、暗示、示唆されている。その為、本編には名前と写真以外に登場しない。しかし、「ジョシュア」の名や服装は物語の全編を通して登場し続け、本作のシンボルとして機能する。又、「赤いクレヨンの貴族」が大切にしている熊のぬいぐるみの名前も「ジョシュア」である。
ホフマン（声：Ian Thompson)
「きびしい先生」。孤児院の院長。厳格な性格で、自身を優秀な教師と自負する中年男性。指示棒を持ち歩いている。クララとの性的関係があったことを暗示・示唆する場面がいくつかある。序盤にボスキャラクターとして登場し、ジェニファーに襲い掛かるも倒され絶命する。しかし、何故かその後もまともな姿で登場し続け、クララを何処かへ連れていったり、ダイアナを叱りつけたりした。「ノライヌ」襲撃の前に子供らを置き去りにし孤児院を去ったとされている。
マーサ（声：Emma Tate)
「おそうじ女王様」。子供達の食事や院内の清掃をしていた中年女性。本名は「マーサ・キャロル」。序盤に「妖精さん」の襲撃を受けて変わり果てた姿となる（死亡してはいない）。ウェンディの「調教」を目撃し警察に幾度も手紙で掛け合ったようだが、その内の一通は孤児院に残され、文面も途切れてしまっている。ホフマンやクララと同じく、「ノライヌ」襲撃の前に孤児院を去ったとされている。
クララ
「おびえたお姫様」。16歳。医務室で傷の手当等を担当していた少女。どこかかげりがある。ホフマンから性的虐待を受けていたことを暗示、示唆する場面がいくつかある。また、物語の中盤にボスキャラクターにんぎょ姫としても登場し、ジェニファーに襲い掛かるも倒され絶命する。しかし、ホフマンと同じく何故かその後もまともな姿で登場し続ける。孤児院の子供らの中では最年長だが、ホフマン同様「ノライヌ」襲撃の前に孤児院を去っていたとされている。
スーザン（声：Emma Tate)
「せっかちなお姫様」。三つ編みの少女。お喋り。かつてはメグと共に孤児院の図書室の掃除をしていた。最期は他の子供らと共にノライヌによって殺害された。
オリビア（声：Emma Tate)
「泣き虫なお姫様」。かつては、ホフマンやマーサの手を煩わせていたようだが、大人達が孤児院を去ったのを境に、次第に泣かなくなっていった。孤児院の子供らの中では最年少。最期は他の子供らと共にノライヌによって殺害された。
ニコラ（声：Sue Sheridan)
「だらしない王子様」。クサビエと騎士様ごっこに励んでいる。クサビエに苦言を言う事がある他、陰口も言う。最期は他の子供らと共にノライヌによって殺害された。
クサビエ
「食いしん坊の王子様」。ニコラと騎士様ごっこに励む太った少年。好物は、ビスケット。「ぞうきん姫の章」で、発電機の部品を持ち去り、飛行船内を一時的に停電させた。最期は他の子供らと共にノライヌによって殺害された。
トーマス
「やんちゃな王子様」。機関車が大好きで、いつも1人で遊戯室で遊んでいる。最期は他の子供らと共にノライヌによって殺害された。
バケツの騎士
元はニコラらの「騎士様ごっこ」に使用されていた案山子であり、箒や棒、ボロ布で構成されている。また、土台には小さな黒板が立て掛けられている。名前の通り頭はバケツ。当初はバケツと本体が離れた場所にあったが、ジェニファーに頼んで本体にバケツを被せてもらい、本来の姿となった。ジェニファーの過去について何か知っているような台詞が多い。その場から動けないが、話しかけると章ごとに助言を与えてくれる他、セーブポイントの役割も担う。その為ジェニファーにとってはブラウンと同じく数少ない味方となる。様々な場所に配置されているが、全て同じ外見であり、意識も共通している。また、得られる助言も意味深なものが多く、無生物でありながらもキーパーソンの役割も担っている。その正体は最終章で明らかになる。
恐ろしい妖精さん
子供らが噂する恐ろしい妖精さん。小柄。ジェニファーが遭遇する最初の敵。一度に大量に出現し、しがみついてきたり、手にする武器で攻撃してくる。中盤からは耐久力の高い、紙袋を被った個体も登場する。章によって登場する姿が異なるが、頭部が人間以外の生物の外見を取る点で共通する。

### ボスキャラクター
ホフマン先生
全身を縄で拘束され、血にまみれた姿のホフマン。頭にはヘッドギアを装着し、左腕は拘束され、右足の関節は曲げられない。操り人形の様な奇妙な動きで接近し、自由に動かせる右手で指示棒を振り回して攻撃してくる。耐久力は非常に高く、攻撃範囲も広い。妖精さんとは会話での意思の疎通が可能。ジェニファーが部屋を汚したと言いがかりをつけて襲い掛かってきた。「紳士のピーターの章」のボス。
メリー&サリー
山羊の頭を持つ妖精さんの強化タイプ。白山羊のメリーは三又の槍を、黒山羊のサリーは巨大なハサミを持ち、２体同時にジェニファーの前に現れる。メリーは動きが素早く、サリーは動きは遅いが攻撃力が高いという特徴がある。耐久力・攻撃力は他の山羊妖精さんよりもかなり高い。メグが書いたラブレターの片割れを探していたジェニファーに襲い掛かる。「こやぎの姉妹の章」のボス。
にんぎょ姫
下半身を隙間なく縄でぐるぐる巻きにされ、天井から逆さに吊り下げられたクララの姿をしたボス。名前の通り、童話に登場する人魚姫に似た外見をしているが、腹に魚のエラのようなものがあり、眼球はない。天井から急降下し、殴り攻撃や、攻撃範囲の広い毒吐きを仕掛けてくる。耐久力が非常に高い。貢物の「人魚」を探していたジェニファーに襲い掛かる。「にんぎょ姫の章」のボス。
ノライヌ
上半身裸な上に全身が傷だらけで、四つん這いになって獣のように歩くグレゴリー。身に付けているものは白いハーフパンツと、首輪の代わりに掛けている首吊り縄のみ。かなりの巨体の持ち主で、怪力に任せて獣の様に殴り掛かってきたり、体当たりを仕掛けてくるが、武器を使用することはない。「のらいぬとうそつき姫の章」に登場する、本作の最終ボス。耐久力・攻撃力ともに作中でトップクラスに高いが隙も多い。ジョシュア（ウェンディ）の命令に忠実で、ウェンディをからかう為に外へ飛び出した孤児院の子供らを皆殺しにし、ジョシュア（ウェンディ）に命じられてジェニファーにも襲い掛かった。ジェニファー及びブラウンとは２度交戦するが、ウェンディから託される「グレゴリーの拳銃」は、非常に威力の高い強力な武器であると同時にエンディングを左右する重要なキーアイテムでもある。最終戦では時折正気に返り、「I'm sorry」とジェニファーに謝罪しつつ、何かを求めるかのように両手を差し出す。この敵を普通に倒してしまうと最終章へ進まずにジョシュアの嘲笑と共に「少女は誰も救えませんでした」という旨の文章が表示され、バッドエンディングを迎える。

## 用語
ローズガーデン孤児院
本作の舞台となる孤児院。名前の由来は、職員も子供達も薔薇が好きだったから。また、孤児院の周りには薔薇が咲き乱れている。
赤いクレヨンの貴族
孤児院の少女達による社交界ごっこ。毎月、上位貴族に貢物をするという掟があり、逆らったり貢げなかったりした場合は、制裁（いじめ）を受ける。頂点は、赤い薔薇の姫とクマの王子。赤いクレヨンが身分証明書。
薔薇の誓い
ジェニファーがウェンディと結んだ、「永遠に変わらぬ 愛に誓って 貴方に従います」という誓い。ジェニファーは当初はこの誓いを忘れていたが、「しあわせの小鳥の章」「こやぎの姉妹の章」「にんぎょ姫の章」「お菓子の家の章」を経て思い出す。
ノライヌでんせつ
子供達が噂する怪物ノライヌについての伝説。その生態は「体が大きい・バカぢから・お話上手・きれい好き・お掃除しない子をさらう」等。

## 批評
Metacriticでは59/100の評価を得、 Game Rankingsでの平均評価は 61%だった 。

### 騒動
ソニーがアメリカに向けてこのゲームを発売することを決定したことを受けて、E3 2006にて、アトラスはこのゲームを米国内でリリースすることを発表した。このゲームには同性愛的な示唆が含まれているが、ゲーム開発者側はゲーム内に占める性的な内容の割合は少ないとしている。
ポーランドではこのゲームについての議論が巻き起こり、教育省は暴力・性表現が未成年者にとってふさわしいかとどうかは疑わしいとした（なお、同国においてこのゲームは16+指定とされている）。
EUの司法大臣 フランコ・フラッティーニはこのゲームを「みだらで暴力的だ」と批判した。さらに彼はPEGIのレイティングシステムを変更し、業界代表者と話し合うよう政府関係者に求めた。

## スタッフ
- 企画原案・CGムービーディレクター・ストーリーボードデザイン：木村祥朗
- CG：白組
- 音楽:蓑部雄崇（英語版）

## 誤表記版
- 初期はセーブするのに必要な容量が戦略SLG並みの1522KBとする誤表記版が販売された。その後はパッケージが修正され販売されている。